# عين فكان
عين فكان، بلدية بدائرة عين فكان ولاية معسكر الجزائرية.

## الموقع الجغرافي
تقع في الجهة الغربية من الولاية على الطريق الوطني رقم 07 الرابط بين ولاية معسكر وولاية سيدي بلعباس يحدها من الشمال دائرة بوحنفية وولاية وهران ومن الجنوب دائرة واد تاغية وولاية سعيدة والجنوب الجزائري الغرب كل من بلدية عين فرص وولاية سيدي بلعباس الشرق دائرة تيزي وولاية معسكر

## النشأة
نشأت بلدية عين فكان من التقسيم الاستعماري للمنطقة بتسمية بلدية عين فكان سنة 1885 واستمر الأمر حتى سنة 1991 لتحمل على صفة دائرة سنة 1991.عين فكان بها ثانوية ومتوسطتين 4 مدارس ابتدائية

## التقسيم الإداري
حسب تقسيم 1991، فإن دائرة عين فكان تضم بلدية واحدة ومسماة بلدية عين فرص والمسماة ملغيغ سابقا التي تقع غرب دائرة عين فكان طريق رقم سبعة 7 الفاصل بين ولاية معسكر وسيدي بلعباس.

## عدد سكان والمساحة
- يبلغ عدد سكان بلدية عين فكان إحصائيات 2007 بــ 12894 نسمة
- تبلغ مساحة بلدية عين فكان 11894 هكتار

## المنشأت الموجودة في عين فكان
أهم المنشأت المجودة بعين فكان هي 

### المنشات الرياضية
- ملعب لكرة القدم حيث أن الفريق يلعب في القسم الجهوي الثاني رابطة سعيدة
- مركب رياضي
- قاعة متعددة الرياضات
- ملاعب جوارية ( ملعبين معشوشبين اصطناعيا)

### المنشأت الثقافية
- المركز الثقافي (دار شباب حاليا)
- قاعة متعددة الخدمات.
- مكتبة البلدية تحتوي على نادي للانترنت

## تاريخ بلدية عين فكان
عرفت مدينة عين فكان ازدهار مع ملحمة يعلى قائد بني إفران الذي أسس المدينة وجعل منها عاصمة لامارة صغيرة مقاطعة الأمويين أعداء الفاطميين في القيروان سنة 900-950 ويروي الادرسي أنا تدمير عين فكان جعل من المنطقة نقطة انطلاق في التجمع للسكان بين الاحراش والوديان.
لهذه قوة قلعة بني راشد جعلتها في القرن العاشر والثالث عشر تشرف على سهل غريس الذي كان في وقت مامحكوما من طرف بن زروال المنحدرين عنهم وبادر بني راشد في توسيع دائرة النزعات السياسية والعسكرية إلى حلف مع الزيانيين في تلمسان قد أمتدت عظمة القلعة لتشكل مركز اقتصادي وثقافي.
مع وصول بني هاشم أواخر القرن الرابع عشر احتلالهم لهضبة غريس التي جعلو منها مخزن هام لثروتهم الاقتصادية التي أنعشت خزينة الدولة آنذاك وهذا حتى القرن السادس عشر والسابع عشر بعد هذا دخلت عين فكان في حروب طاحنة مع العثمانين الفارين من الجزائر لعاصمة على يد بني هاشم بني زروال وبني راشد بقيادة أحمد بن يوسف مساندين بابا عروج وخير الدين ضد الأسباب الذين أحتلو ا وهران. 
في هذه المرحلة حققت عين فكان مكسباهاما من الأموال الناتجة عن مشاركة جيشها في عدة معارك ضد الاتراك والإسبان التي خرجت منها منتصرة..
لقد اكتسبت عين فكان الطابع الزراعي حيث انتشرت حول المدينة حقول الارز. الفول. الذرة كما أهتم السكان بتربية الخيول العربية للاستفادة منها وتدريبها على المعارك الحربية حتى البيع منها للخارج.

## مزيا اشتهرت بها عين فكان
- الحقول والمزارع والاراضي الخصبة
- جداول المياه تربية المواشي وتربية الخيول.
- صناعة الحلفاء وهذا بقطفها من الجبال وتطويرها في المصانع التي كانت موجودة بعين فكان وتصديرها للدول المجاورة أسبانيا برا وبحرا وكذلك * صناعة الأسلحة للاستفادة منها.

## ملاحظة
استعانت إسبانيا بجيش من عين فكان وهذا لصد وإخماد الثورات والانتفاضات الشعبية وكذلك لصد هجومات الأمريكان والإنجليز.
إيفكان: كلمة بربرية وتعني أرض خصبة (ذات جداول ومياه)

## نقطة هامة
تم إعادة بناء المدينة في الوسط وهذا لاعادة تجميع السكان حتى سنة 1840 تاريخ دخول الفرنسين إلى عين فكان الذين طردوا منها أهلها وأحتلوها وأعتمروا بها وزادو في تطوير مساكنها الباقية إلى يو منا هذا.